# Polen Rundt 2011
Polen Rundt 2011 var den 68. udgave af Polen Rundt. Det blev arrangeret fra 31. juli til 6. august. Løbet startede i Pruszków og endte i Kraków.
Udover de 18 ProTeam er CCC Polsat Polkowice, De Rosa-Ceramica Flaminia, det polske landshold og Skil-Shimano inviteret til at deltage. Peter Sagan vandt løbet samlet og tog to etapesejre, mens Marcel Kittel vandt fire af etaperne.

## Oversigt
| Etape | Strækning                                  | km       | Dato      | Vinder              | Samlet              |
| ----- | ------------------------------------------ | -------- | --------- | ------------------- | ------------------- |
| 1     | Pruszków > Warszawa                        | 101,5 km | 31. juli  | Marcel Kittel (SKS) | Marcel Kittel (SKS) |
| 2     | Częstochowa > Dąbrowa Górnicza             | 159,6 km | 1. august | Marcel Kittel (SKS) | Marcel Kittel (SKS) |
| 3     | Będzin > Katowice                          | 135,7 km | 2. august | Marcel Kittel (SKS) | Marcel Kittel (SKS) |
| 4     | Oświęcim > Cieszyn                         | 176,9 km | 3. august | Peter Sagan (LIQ)   | Peter Sagan (LIQ)   |
| 5     | Zakopane > Zakopane                        | 201,5 km | 4. august | Peter Sagan (LIQ)   | Peter Sagan (LIQ)   |
| 6     | Terma Bukowina Tatrz > Bukowina Tatrzańska | 207,7 km | 5. august | Daniel Martin (GRM) | Daniel Martin (GRM) |
| 7     | Kraków > Kraków                            | 128 km   | 6. august | Marcel Kittel (SKS) | Peter Sagan (LIQ)   |

## Etaper

### 1. etape
Søndag 31. juli – Pruszków – Warszawa, 101,5 km
|    | Rytter                   | Hold                      | Tid     |
| -- | ------------------------ | ------------------------- | ------- |
| 1  | Marcel Kittel (GER)      | Skil-Shimano              | 2:07.26 |
| 2  | Alexander Kristoff (NOR) | BMC Racing Team           | s.t.    |
| 3  | Francesco Chicchi (ITA)  | Quick Step                | s.t.    |
| 4  | Heinrich Haussler (AUS)  | Garmin-Cervélo            | s.t.    |
| 5  | Michele Merlo (ITA)      | De Rosa-Ceramica Flaminia | s.t.    |
| 6  | Giacomo Nizzolo (ITA)    | Team Leopard-Trek         | s.t.    |
| 7  | Romain Feillu (FRA)      | Vacansoleil-DCM           | s.t.    |
| 8  | Luca Paolini (ITA)       | Team Katusha              | s.t.    |
| 9  | Juan José Haedo (ARG)    | Saxo Bank-SunGard         | s.t.    |
| 10 | Adam Blythe (GBR)        | Omega Pharma-Lotto        | s.t.    |

|    | Rytter                   | Hold                      | Tid     |
| -- | ------------------------ | ------------------------- | ------- |
| 1  | Marcel Kittel (GER)      | Skil-Shimano              | 2:07.16 |
| 2  | Alexander Kristoff (NOR) | BMC Racing Team           | + 4     |
| 3  | Adrian Kurek (POL)       | Team Poland BGŻ           | + 5     |
| 4  | Francesco Chicchi (ITA)  | Quick Step                | + 6     |
| 5  | Fabio Piscopiello (ITA)  | De Rosa-Ceramica Flaminia | + 6     |
| 6  | Pierre Cazaux (FRA)      | Euskaltel-Euskadi         | + 8     |
| 7  | Carlos Oyarzún (CHI)     | Movistar Team             | + 9     |
| 8  | Heinrich Haussler (AUS)  | Garmin-Cervélo            | + 10    |
| 9  | Michele Merlo (ITA)      | De Rosa-Ceramica Flaminia | + 10    |
| 10 | Giacomo Nizzolo (ITA)    | Team Leopard-Trek         | + 10    |

### 2. etape
Mandag 1. august – Częstochowa – Dąbrowa Górnicza, 159,6 km
|    | Rytter                  | Hold                | Tid     |
| -- | ----------------------- | ------------------- | ------- |
| 1  | Marcel Kittel (GER)     | Skil-Shimano        | 3:38.35 |
| 2  | Heinrich Haussler (AUS) | Garmin-Cervélo      | s.t.    |
| 3  | Graeme Brown (AUS)      | Rabobank            | s.t.    |
| 4  | Romain Feillu (FRA)     | Vacansoleil-DCM     | s.t.    |
| 5  | John Degenkolb (GER)    | HTC-Highroad        | s.t.    |
| 6  | Peter Sagan (SVK)       | Liquigas-Cannondale | s.t.    |
| 7  | Juan José Haedo (ARG)   | Saxo Bank-SunGard   | s.t.    |
| 8  | Leigh Howard (AUS)      | HTC-Highroad        | s.t.    |
| 9  | Adam Blythe (GBR)       | Omega Pharma-Lotto  | s.t.    |
| 10 | Francesco Chicchi (ITA) | Quick Step          | s.t.    |

|    | Rytter                    | Hold                      | Tid     |
| -- | ------------------------- | ------------------------- | ------- |
| 1  | Marcel Kittel (GER)       | Skil-Shimano              | 5:45.41 |
| 2  | Adrian Kurek (POL)        | Team Poland BGŻ           | + 7     |
| 3  | Heinrich Haussler (AUS)   | Garmin-Cervélo            | + 14    |
| 4  | Alexander Kristoff (NOR)  | BMC Racing Team           | + 14    |
| 5  | Bartłomiej Matysiak (POL) | CCC Polsat Polkowice      | + 15    |
| 6  | Pierre Cazaux (FRA)       | Euskaltel-Euskadi         | + 15    |
| 7  | Francesco Chicchi (ITA)   | Quick Step                | + 16    |
| 8  | Graeme Brown (AUS)        | Rabobank                  | + 16    |
| 9  | Fabio Piscopiello (ITA)   | De Rosa-Ceramica Flaminia | + 16    |
| 10 | Paolo Bailetti (ITA)      | De Rosa-Ceramica Flaminia | + 18    |

### 3. etape
Tirsdag 2. august – Będzin – Katowice, 135,7 km
|    | Rytter                     | Hold               | Tid     |
| -- | -------------------------- | ------------------ | ------- |
| 1  | Marcel Kittel (GER)        | Skil-Shimano       | 3:09.29 |
| 2  | Romain Feillu (FRA)        | Vacansoleil-DCM    | s.t.    |
| 3  | Jonas Aaen Jørgensen (DEN) | Saxo Bank-SunGard  | s.t.    |
| 4  | Giacomo Nizzolo (ITA)      | Team Leopard-Trek  | s.t.    |
| 5  | Adam Blythe (GBR)          | Omega Pharma-Lotto | s.t.    |
| 6  | Alexander Kristoff (NOR)   | BMC Racing Team    | s.t.    |
| 7  | Tom Boonen (BEL)           | Quick Step         | s.t.    |
| 8  | Marco Marcato (ITA)        | Vacansoleil-DCM    | s.t.    |
| 9  | John Degenkolb (GER)       | HTC-Highroad       | s.t.    |
| 10 | Michael Matthews (AUS)     | Rabobank           | s.t.    |

|    | Rytter                     | Hold                      | Tid     |
| -- | -------------------------- | ------------------------- | ------- |
| 1  | Marcel Kittel (GER)        | Skil-Shimano              | 8:55.00 |
| 2  | Adrian Kurek (POL)         | Team Poland BGŻ           | + 17    |
| 3  | Gianluca Maggiore (ITA)    | De Rosa-Ceramica Flaminia | + 22    |
| 4  | Romain Feillu (FRA)        | Vacansoleil-DCM           | + 24    |
| 5  | Heinrich Haussler (AUS)    | Garmin-Cervélo            | + 24    |
| 6  | Alexander Kristoff (NOR)   | BMC Racing Team           | + 24    |
| 7  | Bartłomiej Matysiak (POL)  | CCC Polsat Polkowice      | + 25    |
| 8  | Francesco Chicchi (ITA)    | Quick Step                | + 26    |
| 9  | Jonas Aaen Jørgensen (DEN) | Saxo Bank-SunGard         | + 26    |
| 10 | Fabio Piscopiello (ITA)    | De Rosa-Ceramica Flaminia | + 26    |

### 4. etape
Onsdag 3. august – Oświęcim – Cieszyn, 176,9 km
|    | Rytter                       | Hold                | Tid     |
| -- | ---------------------------- | ------------------- | ------- |
| 1  | Peter Sagan (SVK)            | Liquigas-Cannondale | 4:21.15 |
| 2  | Daniel Martin (IRL)          | Garmin-Cervélo      | + 3     |
| 3  | Marco Marcato (ITA)          | Vacansoleil-DCM     | + 3     |
| 4  | Paul Martens (GER)           | Rabobank            | + 3     |
| 5  | Fabian Wegmann (GER)         | Team Leopard-Trek   | + 3     |
| 6  | Manuel Antonio Cardoso (POR) | Team RadioShack     | + 3     |
| 7  | Jan Bakelants (BEL)          | Omega Pharma-Lotto  | + 3     |
| 8  | Enrico Gasparotto (ITA)      | Astana Pro Team     | + 3     |
| 9  | Romain Feillu (FRA)          | Vacansoleil-DCM     | + 3     |
| 10 | Sergej Lagutin (UZB)         | Vacansoleil-DCM     | + 3     |

|    | Rytter                       | Hold                 | Tid      |
| -- | ---------------------------- | -------------------- | -------- |
| 1  | Peter Sagan (SVK)            | Liquigas-Cannondale  | 13:16.35 |
| 2  | Marco Marcato (ITA)          | Vacansoleil-DCM      | + 5      |
| 3  | Romain Feillu (FRA)          | Vacansoleil-DCM      | + 7      |
| 4  | Daniel Martin (IRL)          | Garmin-Cervélo       | + 7      |
| 5  | Manuel Antonio Cardoso (POR) | Team RadioShack      | + 13     |
| 6  | Tomasz Marczyński (POL)      | CCC Polsat Polkowice | + 13     |
| 7  | Jan Bakelants (BEL)          | Omega Pharma-Lotto   | + 13     |
| 8  | Fabian Wegmann (GER)         | Team Leopard-Trek    | + 13     |
| 9  | Luca Paolini (ITA)           | Team Katusha         | + 13     |
| 10 | Sergej Lagutin (UZB)         | Vacansoleil-DCM      | + 13     |

### 5. etape
Torsdag 4. august – Zakopane – Zakopane, 201,5 km
|    | Rytter                  | Hold                | Tid     |
| -- | ----------------------- | ------------------- | ------- |
| 1  | Peter Sagan (SVK)       | Liquigas-Cannondale | 4:52.26 |
| 2  | Michael Matthews (AUS)  | Rabobank            | s.t.    |
| 3  | Heinrich Haussler (AUS) | Garmin-Cervélo      | s.t.    |
| 4  | Marco Marcato (ITA)     | Vacansoleil-DCM     | s.t.    |
| 5  | Peter Kennaugh (GBR)    | Team Sky            | s.t.    |
| 6  | Romain Feillu (FRA)     | Vacansoleil-DCM     | s.t.    |
| 7  | David Tanner (AUS)      | Saxo Bank-SunGard   | s.t.    |
| 8  | John Degenkolb (GER)    | HTC-Highroad        | s.t.    |
| 9  | Luca Paolini (ITA)      | Team Katusha        | s.t.    |
| 10 | Rinaldo Nocentini (ITA) | Ag2r-La Mondiale    | + 3     |

|    | Rytter                  | Hold                 | Tid      |
| -- | ----------------------- | -------------------- | -------- |
| 1  | Peter Sagan (SVK)       | Liquigas-Cannondale  | 18:08.51 |
| 2  | Marco Marcato (ITA)     | Vacansoleil-DCM      | + 15     |
| 3  | Romain Feillu (FRA)     | Vacansoleil-DCM      | + 17     |
| 4  | Daniel Martin (IRL)     | Garmin-Cervélo       | + 20     |
| 5  | Luca Paolini (ITA)      | Team Katusha         | + 23     |
| 6  | Peter Kennaugh (GBR)    | Team Sky             | + 23     |
| 7  | Tomasz Marczyński (POL) | CCC Polsat Polkowice | + 26     |
| 8  | Jan Bakelants (BEL)     | Omega Pharma-Lotto   | + 26     |
| 9  | Fabian Wegmann (GER)    | Team Leopard-Trek    | + 26     |
| 10 | Sergej Lagutin (UZB)    | Vacansoleil-DCM      | + 26     |

### 6. etape
Fredag 5. august – Terma Bukowina Tatrz – Bukowina Tatrzańska, 207,7 km
|    | Rytter                   | Hold             | Tid     |
| -- | ------------------------ | ---------------- | ------- |
| 1  | Daniel Martin (IRL)      | Garmin-Cervélo   | 5:41.05 |
| 2  | Wout Poels (NED)         | Vacansoleil-DCM  | + 1     |
| 3  | Marco Marcato (ITA)      | Vacansoleil-DCM  | + 4     |
| 4  | Przemysław Niemiec (POL) | Lampre-ISD       | + 4     |
| 5  | Tiago Machado (POR)      | Team RadioShack  | + 6     |
| 6  | Fredrik Kessiakoff (SWE) | Astana Pro Team  | + 6     |
| 7  | Peter Kennaugh (GBR)     | Team Sky         | + 6     |
| 8  | Paweł Cieślik (POL)      | Team Poland BGŻ  | + 6     |
| 9  | Giampaolo Caruso (ITA)   | Team Katusha     | + 6     |
| 10 | Christophe Riblon (FRA)  | Ag2r-La Mondiale | + 6     |

|    | Rytter                  | Hold                 | Tid      |
| -- | ----------------------- | -------------------- | -------- |
| 1  | Daniel Martin (IRL)     | Garmin-Cervélo       | 23:50.06 |
| 2  | Peter Sagan (SVK)       | Liquigas-Cannondale  | + 3      |
| 3  | Marco Marcato (ITA)     | Vacansoleil-DCM      | + 3      |
| 4  | Wout Poels (NED)        | Vacansoleil-DCM      | + 17     |
| 5  | Peter Kennaugh (GBR)    | Team Sky             | + 19     |
| 6  | Rinaldo Nocentini (ITA) | Ag2r-La Mondiale     | + 22     |
| 7  | Bartosz Huzarski (POL)  | Team Poland BGŻ      | + 22     |
| 8  | Christophe Riblon (FRA) | Ag2r-La Mondiale     | + 22     |
| 9  | Steve Cummings (GBR)    | Team Sky             | + 22     |
| 10 | Marek Rutkiewicz (POL)  | CCC Polsat Polkowice | + 26     |

### 7. etape
Lørdag 6. august – Kraków – Kraków, 128 km
|    | Rytter                      | Hold                | Tid     |
| -- | --------------------------- | ------------------- | ------- |
| 1  | Marcel Kittel (GER)         | Skil-Shimano        | 2:50.00 |
| 2  | Peter Sagan (SVK)           | Liquigas-Cannondale | s.t.    |
| 3  | Leigh Howard (AUS)          | HTC-Highroad        | s.t.    |
| 4  | Heinrich Haussler (AUS)     | Garmin-Cervélo      | s.t.    |
| 5  | Marco Marcato (ITA)         | Vacansoleil-DCM     | s.t.    |
| 6  | Lucas Sebastián Haedo (ARG) | Saxo Bank-SunGard   | s.t.    |
| 7  | Nikolaj Trusov (RUS)        | Team Katusha        | s.t.    |
| 8  | Ian Stannard (GBR)          | Team Sky            | s.t.    |
| 9  | Jan Bakelants (BEL)         | Omega Pharma-Lotto  | s.t.    |
| 10 | Sergej Lagutin (UZB)        | Vacansoleil-DCM     | s.t.    |

|    | Rytter                  | Hold                 | Tid      |
| -- | ----------------------- | -------------------- | -------- |
| 1  | Peter Sagan (SVK)       | Liquigas-Cannondale  | 26:40.01 |
| 2  | Daniel Martin (IRL)     | Garmin-Cervélo       | + 5      |
| 3  | Marco Marcato (ITA)     | Vacansoleil-DCM      | + 7      |
| 4  | Wout Poels (NED)        | Vacansoleil-DCM      | + 22     |
| 5  | Peter Kennaugh (GBR)    | Team Sky             | + 24     |
| 6  | Rinaldo Nocentini (ITA) | Ag2r-La Mondiale     | + 27     |
| 7  | Bartosz Huzarski (POL)  | Team Poland BGŻ      | + 27     |
| 8  | Christophe Riblon (FRA) | Ag2r-La Mondiale     | + 27     |
| 9  | Steve Cummings (GBR)    | Team Sky             | + 27     |
| 10 | Marek Rutkiewicz (POL)  | CCC Polsat Polkowice | + 31     |

## Trøjerne dag for dag
| Etape  | Vinder        | Samlede stilling Żółta koszulka | Bjergkonkurrencen Klasyfikacja górska | Sprintkonkurrencen Klasyfikacja najaktywniejszych | Pointkonkurrencen Klasyfikacja punktowa | Holdkonkurrencen |
| ------ | ------------- | ------------------------------- | ------------------------------------- | ------------------------------------------------- | --------------------------------------- | ---------------- |
| 1      | Marcel Kittel | Marcel Kittel                   | Michał Gołaś                          | Adrian Kurek                                      | Marcel Kittel                           | Quick Step       |
| 2      | Marcel Kittel | Marcel Kittel                   | Bartłomiej Matysiak                   | Adrian Kurek                                      | Marcel Kittel                           | Quick Step       |
| 3      | Marcel Kittel | Marcel Kittel                   | Bartłomiej Matysiak                   | Adrian Kurek                                      | Marcel Kittel                           | Quick Step       |
| 4      | Peter Sagan   | Peter Sagan                     | Bartłomiej Matysiak                   | Adrian Kurek                                      | Romain Feillu                           | Vacansoleil-DCM  |
| 5      | Peter Sagan   | Peter Sagan                     | Ruslan Pidhornyj                      | Adrian Kurek                                      | Romain Feillu                           | Vacansoleil-DCM  |
| 6      | Daniel Martin | Daniel Martin                   | Michał Gołaś                          | Adrian Kurek                                      | Peter Sagan                             | Vacansoleil-DCM  |
| 7      | Marcel Kittel | Peter Sagan                     | Michał Gołaś                          | Adrian Kurek                                      | Peter Sagan                             | Vacansoleil-DCM  |
| Samlet | Samlet        | Peter Sagan                     | Michał Gołaś                          | Adrian Kurek                                      | Peter Sagan                             | Vacansoleil-DCM  |